# となりのとなりのお姉さん
『となりのとなりのお姉さん』（となりのとなりのおねえさん）は、艶々（原作：みなかみゆう）による日本の漫画。『メンズアクション』（双葉社）にて2005年1月号から2006年7月号まで連載された。単行本は双葉社アクションコミックスより全2巻。

## 概要
ふとしたきっかけで隣人と肉体関係を結んだことから始まるラブ・ストーリー。数々の関係が解決されずに終了した。
同作者（艶々、原作：みなかみゆう）による別作品『はたらく人妻さん』シリーズの「はたらく秘書さん」において、姫野がサブキャラとして登場している。

## 登場人物
新谷 哲平
大学2年生。柊の喘ぎ声が大きく、壁が薄いことから寝不足気味。
柊真理子
新谷の隣人。性に奔放で色々な男を連れ込んでは、とっかえひっかえ関係を持っている。遊んでいるようで、実は財閥「柊グループ」の秘書を務めている。
鳴瀬 美希
柊の隣に住む高校教師。差し忘れたままにした鍵を柊が抜き取ったことで、部屋に入れなくなる。そのため、新谷の部屋に寄せてもらう事になり、それがきっかけで新谷と肉体関係を持つ。
楠田
鳴瀬の同僚。「男なんて体が目的」と鳴瀬に諭す。
姫野 はるか
柊の後輩で、秘書。人の物を横取りしようとする癖がある。

## 書籍情報
- 艶々、原作：みなかみゆう『となりのとなりのお姉さん』双葉社〈アクションコミックス〉 全2巻
  1. 2005年11月28日発行、ISBN 4-575-83161-1
  2. 2006年9月11日発行、ISBN 4-575-83274-X